# شجاع احمدوند
شجاع احمدوند (متولد ۲ فروردین ۱۳۴۵ در نهاوند) پژوهشگر ایرانی و عضو هیئت علمی دانشگاه علامه طباطبایی است که از مهر ١۴٠٣ ریاست این دانشگاه را بر عهده دارد.

## سوابق
وی پیش‌تر تصدی معاونت‌ پژوهشی دانشکده حقوق و علوم‌ سیاسی (۱۳۸۶- ۱۳۸۴)، معاونت آموزشی دانشکده حقوق و علوم‌ سیاسی (۱۳۸۸- ۱۳۸۶)، دبیر کمیته علوم‌ انسانی و هنر وزارت عتف (۱۳۹۵- ۱۳۹۲)، معاونت پژوهشی دانشگاه علامه طباطبایی (۱۳۹۶- ۱۳۹۲) و نیز معاونت آموزشی این دانشگاه (۱۴۰۰- ۱۳۹۸) را بر عهده داشته است.

## ریاست دانشگاه
وی روز سوم مهرماه ۱۴۰۳ طی حکم وزیر علوم، تحقیقات و فناوری به سمت سرپرست دانشگاه علامه طباطبایی منصوب شد.

## زندگی
شجاع احمدوند، متولد دوم فروردین‌ماه ۱۳۴۵ است. او سال ۱۳۷۹ در مقطع دکتری علوم سیاسی با گرایش اندیشه سیاسی در ایران و اسلام از دانشگاه تهران با نمره عالی فارغ‌التحصیل شد و هم‌اکنون عضو هیئت علمی دانشکده حقوق و علوم سیاسی با درجه‌ی استاد تمامی و نیز سردبیر فصل‌نامه‌ی دولت‌پژوهی است.
او چند ماهی را نیز به عنوان نیروی داوطلب در جنگ هشت‌ساله تحمیلی عراق علیه ایران، حضور داشته‌است.
سال ۱۳۸۰ عضو هیئت علمی دانشگاه علامه طباطبایی شد. او در روایت آن دوره گفته‌است، من سال ۱۳۸۰ عضو دانشگاه علامه شدم. به دلیل جوان بودن در دانشگاه با سختی‌هایی همراه شدم. روزی به من گفتند شما ایران باستان درس می‌دهید؟ من هم تا پیش از این روی این حوزه کار نکرده بودم به همین دلیل پاسخ منفی دادم اما بعدها با مشورت یکی از اساتید تصمیم گرفتم این کار را انجام بدهم و برای این کار تلاش کردم از یک فرصت مطالعاتی با استفاده از منابع مختلف بهره ببرم. اولین آثاری که به اندیشه سیاسی ایران باستان پرداخته بود، کتاب «تحول اندیشه سیاسی در شرق باستان» اثر فرهنگ رجایی بود. این کتاب بارقه امیدی را برای من ایجاد کرد که می‌توانستیم در آن با نظریات مختلف در این حوزه آشنا شویم.

### تألیف
| سال نشر | نام کتاب                                   | ناشر                            | توضیحات |
| ------- | ------------------------------------------ | ------------------------------- | --- |
| ۱۳۸۴    | قدرت و دانش در ایران دوره اسلامی           | نشر نی                          | چاپ نخست این اثر در انتشارات فرهنگ و اندیشه منتشر شده‌است و چاپ دوم آن سال ۱۳۹۵ درآمده است. کتاب قدرت و دانش در ایران دوره اسلامی به بررسی میراث دوره اسلامی در عرصه سیاست و اندیشه سیاسی می‌پردازد و در مقدمه این اثر آمده‌است: «اندیشه و سیاست اکنون، محصول سه میراث فکری است: یکی اندیشه شاهی ایران باستان؛ دوم عقلانیت سیاسی سنتی ایران دوره اسلامی؛ سوم وجوه عمده‌ای از تمدن و تجدد غربی که در آستانه انقلاب مشروطه و پس از آن در ایران رسوخ کرد. فهم شرایط اندیشه و سیاست مستلزم شناخت این سه سرچشمه فرهنگی است. کتاب حاضر که دوره اسلامی را بررسی می‌کند، ناظر به گفتگوی انتقادی از زاویه خاستگاه دوم است و لذا نمی‌تواند به نظریهٔ ایرانشاهی بپردازد؛ اما از پرداختن به ابعادی از اندیشه و تجدد غربی ناگزیر است.» |
| ۱۳۹۱    | تحول گفتار قدرت در اسرائیل                 | انتشارات دانشگاه علامه طباطبائی | کتاب تحول گفتار قدرت در اسرائیل، پژوهشی دربارهٔ ساختار قدرت سیاسی و تطور آن در اسرائیل است. |
| ۱۳۹۴    | تاریخ تحول دولت در اسلام (تا پایان امویان) | نشر نی                          | این کتاب، از دو منظر به دولت در تاریخ اسلام می‌پردازد، در مقدمه آن آمده‌است: نخست این‌که با کندوکاو در نظریه‌هایی در باب ماهیت دولت، پاسخ روشن‌تری به چیستی دولت دهد و با تمرکز بر مفهومی از دولت که آن را نهاد مدعی اِعمال زور مشروع در قلمرو معین می‌داند، شاخص‌های این تعریف را روشن‌تر نشان دهد؛ از سوی دیگر می‌کوشد تصویری از میزان عینیت‌یافتگی این مفهوم در دولت‌های مختلف تاریخ اسلام یا تحول دولت در اسلام را تا پایان امویان ترسیم کند. کتاب برای نخستین بار با ابزار نظری معینی که دولت را ترکیبی از امر ذهنی و امر عینی می‌داند، تحلیلی روش‌مند و واقع‌بینانه از دولت در اسلام ارائه می‌دهد. |
| ۱۳۹۶    | اندیشه سیاسی در ایران باستان               | انتشارات سمت                    | روح‌الله اسلامی و شجاع احمدوند مشترکاً این اثر را تألیف کردند. به گفته مؤلف، این کتاب با تکیه بر روش اندیشه شناختی جان مارو و با محوریت چهار پرسش چیستی غایت امر سیاسی، کیستی حاکم، محدودیت‌های اعمال قدرت و حق اعتراض برضد حاکمیت به نقد و بررسی ساختار اندیشه سیاسی در ایران قبل از اسلام پرداخته و نگاهی اجمالی به مکاتب، اندیشمندان و متون سیاسی ایران باستان می‌اندازد. |

### ترجمه
| سال نشر | نام کتاب                                                           | نویسنده                | مترجم                        | ناشر                            | توضیحات |
| ۱۳۸۹    | جنبش‌های اسلامی معاصر                                               | جان اسپوزیتو و جان وال | شجاع احمدوند                 | نشر نی                          | در این کتاب ماجرای جنبش‌های اسلامی در دهه‌های آخر قرن بیستم به روشی ساده تبیین شده‌است، به گونه‌ای که درک آن برای علاقه‌مندان به جنبش‌های اسلامی و رابطهٔ اسلام و دموکراسی میسر باشد.             |
| ۱۳۸۹    | رویکرد مقایسه‌ای بنیادگرایی یهودی؛ مذهب، ایدئولوژی، بحران مدرنیته   | لارونس یت زیلبرشتاین   | شجاع احمدوند                 | انتشارات دانشگاه علامه طباطبائی | در این کتاب به بنیادگرایی یهودی و نسبت آن با بحران در جهان مدرن می‌پردازد. |
| ۱۳۹۲    | الهیات سیاسی:چهار گفتار در باب حاکمیت                              | کارل اشمیت             | شجاع احمدوند و سمیه حمیدی    | نشر مرندیز                      | الاهیات سیاسی: چهار فصل در باب حاکمیت اثر مهم کارل اشمیت متفکر سیاسی آلمانی قرن نوزده است. گذار از الهیات و مفاهیم الهیاتی به مفاهیم مدرن اندیشه سیاسی مهم‌ترین مشخصه اندیشه این متفکر است. |
| ۱۳۹۵    | جنبش مدنی گولن؛ تحلیلی جامعه شناختی از جنبش منبعث از اسلام میانه‌رو | هلن رز فوکس ایبو       | شجاع احمدوند و علی‌اصغر حیدری | انتشارات علم و دانش             | |